# Harry Callahan (fotograaf)
Harry Morey Callahan (Detroit, 22 oktober 1912 – Atlanta, 15 maart 1999) was een Amerikaanse fotograaf en docent. Hij wordt gewaardeerd voor zijn innovatieve foto's van alledaagse voorwerpen en scenes. Hij werkte zowel in zwart-wit als in kleur. 

## Biografie
Callahan groeide op in Detroit, Michigan, waar hij als jonge man ging werken bij Chrysler. Hij volgde een studie engineering aan de Michigan State University, maar maakte deze opleiding niet af en keerde weer terug bij Chrysler. Bij zijn terugkeer voegde hij zich bij de cameraclub van het bedrijf en werd een autodidact op het gebied van de fotografie. In eerste instantie beschouwde hij fotografie als een hobby, maar hij begon het vakgebied serieus te nemen na het bijwonen van een lezing door Ansel Adams in 1941.
In 1946 werd hij door László Moholy-Nagy uitgenodigd om les te geven aan het Institute of Design in Chicago. In 1961 verhuisde en vestigde hij zich in Rhode Island om een fotografie opleiding op te zetten aan de Rhode Island School of Design. In 1971 nodigde hij zijn goede vriend en collega-fotograaf Aaron Siskind uit om zich bij hem te voegen en daar les te geven tot beidden pensioneerde in 1977.

## Tentoonstelling
Callahan had zijn eerste solotentoonstelling in 1951 in de Art Institute of Chicago. Een paar van zijn foto's werden in 1955 door Edward Streichen geselecteerd voor de wereldberoemde groepstentoonstelling The Family of Man.
In 1976/1977 had hij een grote overzichtstentoonstelling in het Museum of Modern Art in New York en in 1978 werd hij als eerste fotograaf gekozen om de Verenigde Staten te vertegenwoordigen op de Biënnale van Venetië.

## Erkenning
In 1956 ontving Callahan de Graham Foundation Award. Dit stelde hem in staat om van 1957 tot 1958 een jaar in Frankrijk door te brengen en ook daar vele foto's te maken. In 1993 ontving hij de Edward MacDowell Medal, een jaarlijks uitgereikte medaille door de MacDowell Colony. In 1996 werd hij onderscheidden met de prestigieuze National Medal of Arts, de hoogste onderscheiding voor kunstenaars in de Verenigde Staten.